# Rambucourt
Rambucourt é uma comuna francesa na região administrativa de Grande Leste, no departamento de Meuse. Estende-se por uma área de 14,86 km². Em 2010 a comuna tinha 193 habitantes (densidade: 13 hab./km²).